# Tom Vaughan (cineasta)
Tom Vaughan (Glasgow, 5 de setembro de 1969) é um cineasta britânico.

## Filmografia
Longas-metragens (cineasta)
| Ano  | Título original        | Título no Brasil          | Título em Portugal      | Notas |
| ---- | ---------------------- | ------------------------- | ----------------------- | ----- |
| 2006 | Starter for 10         | Garoto Nota 10            | Concurso Viciado        |       |
| 2008 | What Happens in Vegas  | Jogo de Amor em Las Vegas | Loucuras em Las Vegas   |       |
| 2010 | Extraordinary Measures | Decisões Extremas         | Medidas Extraordinárias |       |
| 2012 | So Undercover          | A Super Agente            |                         |       |
| 2014 | Some Kind of Beautiful | Ensina-me o Amor          | Amor à Inglesa          |       |